# Villamórico
Otros usos: para Villamorico, localidad de la provincia de León.
Villamórico es una localidad del municipio burgalés de Arlanzón, en la Comunidad Autónoma de Castilla y León (España). 
La iglesia está dedicada a san Miguel Arcángel.

## Localidades limítrofes
Confina con las siguientes localidades:
- Al norte con San Juan de Ortega.
- Al sureste con Galarde.
- Al suroeste con Arlanzón.
- Al oeste con Zalduendo.
- Al noroeste con Santovenia de Oca.

## Demografía
Evolución de la población
| Gráfica de evolución demográfica de Villamórico entre 2000 y 2017  |
|                                                                    |
| Población de derecho (2000-2017) según el padrón municipal del INE |

## Historia
Así se describe a Villamórico en el tomo XVI del Diccionario geográfico-estadístico-histórico de España y sus posesiones de Ultramar, obra impulsada por Pascual Madoz a mediados del siglo XIX:

Lugar con ayuntamiento en la provincia, partido judicial, audiencia territorial, capitanía general y diócesis de Burgos (4 leguas). Situado en un pequeño valle, con buena ventilación y clima templado y sano, aunque sujeto a reumas y fiebres intermitentes. Tiene 30 casas; una iglesia parroquial (San Miguel) servida por un cura párroco. El término confina N San Juan de Ortega; E Santovenia; S Galarde, y O Arlanzón; en él se encuentra una granja denominada de Valdeages. El terreno es de mediana calidad; su monte es pequeño, despoblado y da principio a los montes de Oca; le fertiliza un arroyuelo que desagua en el Arlanzón. Los caminos son locales, además del que hay que conduce a Logroño. Producciones: cereales, legumbres, patatas y frutas; cría ganado lanar y caza de perdices y liebres. Población: 12 vecinos, 42 almas. Capital productivo: 165.400 reales. Imponible: 15.779. Contribución: 1.376 reales 18 maravedíes.
Diccionario geográfico-estadístico-histórico de España y sus posesiones de Ultramar